# Anton Sappel
Anton Sappel (* 28. September 1886; † nach 1963) war ein deutscher Schauspieler und 
Sänger.

## Leben und Wirken
Anton Sappel war in erster Ehe mit Margarethe Albersdörfer verheiratet, die ihm 1930 den Sohn Helmut gebar. Nach ihrem Tod heiratete er im Jahr 1937 die bekannte Malerin Marta Römer (1914–1987). Ein Kind dieser Beziehung ist die Künstlerin und Galeristin Alinde Rothenfußer (geb. Sappel).
Sappel hatte Theaterengagements u. a. in München (Bayerisches Staatsschauspiel/Residenztheater München), wo er mittlere und kleine Rollen spielte. 1929 wirkte er im Rahmen der „Münchener Festspiele“ in einer Aufführung des Schauspiels Der lebende Leichnam von Leo Tolstoi mit. Zu seinen Bühnenrollen gehörten Herr Koritschoner in Tumult von Alexander Lernet-Holenia (Residenztheater München; Premiere: Juni 1929), der Hauptmann in dem Schauspiel Thomas Paine von Hanns Johst (Regie: Jürgen Fehling, Spielzeit 1935/36; im Mai 1936 während der Reichstheaterfestwoche in München) sowie Struth von Winkelried in Wilhelm Tell, ein Arbeiter der Astag-Werke in Jagt ihn – ein Mensch! von Erwin Guido Kolbenheyer und der Polizist in Ein besserer Herr von Walter Hasenclever. 
Als Sänger wirkte Sappel als Solist bei Kirchenkonzerten mit.
Nach Beendigung seiner Bühnenlaufbahn war er als Bankkaufmann und Betreiber einer Seifenfabrik tätig. Anton Sappel wurde 1963 durch den ersten deutschen Bundespräsidenten Theodor Heuss das Bundesverdienstkreuz verliehen. In der Nachkriegszeit baute er den traditionsreichen Münchner Kunstverein wieder auf, wo er als Vorsitzender und Geschäftsführer wirkte.